# یوبیکینول
یوبیکینول (به انگلیسی: Ubiquinol) یک ترکیب شیمیایی با شناسه پاب‌کم ۶۵۰۴۷۴۰ است. شکل ظاهری این ترکیب، پودر سفید است.